# Neonympha mitchellii
Espèce
Neonympha mitchellii est une espèce d'insectes lépidoptères (papillons) de la famille des Nymphalidae, de la sous-famille des Satyrinae et du genre Neonympha.

## Systématique
L'espèce Neonympha mitchellii a été décrite en 1889 par l'entomologiste américain George Hazen French (d) (1841–1935),.

## Liste des sous-espèces
Selon BioLib (22 septembre 2021) :
- sous-espèce Neonympha mitchellii francisci Parshall & Kral, 1989 - Caroline du Nord[1]
- sous-espèce Neonympha mitchellii mitchellii French, 1889

## Noms vernaculaires
Neonympha mitchellii se nomme Mitchell's Satyr ou Mitchell's Marsh Satyr en anglais et la sous-espèce Neonympha mitchellii francisci se nomme St. Francis’ satyr,.

## Description
Ce papillon de taille moyenne aux ailes translucides présente un dessus de couleur marron clair.
Le revers est orné une ligne submarginale de d'ocelles noirs cerclés d'orange et pupillés d'un point.

### Chenille
La chenille est verte.

## Biologie

### Période de vol et hivernation
Il hiverne au stade de chenille.
L'imago vole une dizaine de jours en fin juin début juillet en une génération dans le nord de son aire alors que Neonympha mitchellii francisci vole en deux générations en Caroline du Nord entre mai et août,.

### Plantes hôtes
Les plantes hôte de sa chenille sont des Carex.

## Écologie et distribution
Ce papillon est présent en Amérique du Nord sous forme de quelques petits isolats aux États-Unis, un dans le Sud du Michigan et le Nord de l'Indiana, un dans le Nord-Ouest de l'Ohio, un autre dans le Nord-Ouest de la Pennsylvanie et enfin un en Alabama. C'est la sous-espèce Neonympha mitchellii francisci qui est présente en Caroline du Nord,., 

### Biotope
Il réside sur des pelouses calcaires.

### Protection
L'espèce est en danger et son habitat doit être préservé. Neonympha mitchellii a été inscrit sur la liste fédérale des espèces en danger le 20 mai 1992.Neonympha mitchellii francisci avait été déclaré éteint et a été retrouvé en 1992, dans la zone d'entrainement au tir d'un camp militaire.

## Étymologie
Son épithète spécifique, mitchellii, lui a été donnée en l'honneur de J. N. Mitchell, ami de l'auteur qui a capturé les spécimens étudiés par ce dernier.

## Publication originale
- (en) G. H. French, « A New Species of Neonympha », The Canadian Entomologist, Ottawa, Société d'entomologie du Canada, vol. 21,‎ 1889, p. 25-27 (ISSN 0008-347X et 1918-3240, OCLC 01553087, lire en ligne).